# Herlinghausen
Herlinghausen ist eine Ortschaft von Warburg im Kreis Höxter in Nordrhein-Westfalen mit 384 Einwohnern. Es liegt südöstlich der Kernstadt an der Landesgrenze zu Hessen.

## Geschichte
Am 16. Mai 868 wurde auf dem Nationalkonzil zu Worms eine Urkunde über die Gründung des adeligen Damenstiftes Herse ausgestellt, in der die Schwester des dritten Bischofs von Paderborn Luithard, Walburga, unter anderem auch ihren hiesigen Besitz „Herlingi“ dem Bistum Paderborn überschrieb.
Um 1246 wurde Herlinghausen als zur eversteinischen Vogtei Wormeln gehörig genannt. 1307 fiel das Dorf an die Herren von Calenberg. 1447 verkaufte Rave von Calenberg seinen Besitz dem hessischen Adligen Heinrich von Gudensberg, der ein Lehnsmann des Landgrafen Ludwig von Hessen war, und gelangte so für mehr als 350 Jahre unter hessischen Einfluss. 1535 fiel es durch Erbschaft an die Herren von der Malsburg. Etwa ab 1541/42 bekannten sich die Herlinghäuser zum reformierten Glauben.
1597 kam es, nach jahrzehntelangen Grenz- und Besitzstreitigkeiten zwischen Paderborn und Hessen, zum Grenzvergleich und Herlinghausen kam wieder zum Hochstift Paderborn. Allerdings musste sich der Fürstbischof bereiterklären, den reformierten Glauben der Herlinghäuser unangetastet zu lassen. Jedoch blieben alle Rechte der Zivil- und Kriminaljurisdiktion, des Jagdrechts und der „Kirchenbestellung“ an Herlinghausen den Herren von der Malsburg, was dann immer wieder zu Rechtsstreitigkeiten über die Zuständigkeit z. B. bei der Steuererhebung führte. Auch die Differenzen über die Grenzziehung hielten noch über 150 Jahre an. Erst 1754 kam es zu einer endgültigen Grenzeinigung.
1802 hatte das an der Grenze nach Hessen liegende, überwiegend evangelisch geprägte Dorf 395 Einwohner. Davon waren 121 (30,6 %) Juden. Herlinghausen gehörte bis zu den Napoleonischen Kriegen zur Frei- und Gografschaft Warburg im Hochstift Paderborn. 1807, nach dem Sieg Napoleons über Preußen, wurde das Königreich Westphalen mit der Hauptstadt Kassel gegründet. 1809 wurde Herlinghausen Kantonsort im Kanton Niedermeiser und gehörte zum Departement der Fulda. 1810 zählte man 22 jüdische Familien, von denen 10 zur Miete wohnten. Viele der jüdischen Familien betrieben Landwirtschaft und handelten mit Getreide und Vieh. 1813, nach dem Ende des Königreichs Westphalen, übernahmen die Preußen zum zweiten Mal das Gebiet. Herlinghausen gehörte seit 1816 zum Kreis Warburg im Regierungsbezirk Minden. Im Kreis Warburg gehörte die Gemeinde zum Amt Warburg, das seit 1932 Amt Warburg-Land hieß.
1832 wurden die Herlinghäuser Ländereien im Grenzbereich zu Hessen neu vermessen und fast 600 Morgen der Herlinghäuser Feldflur den hessischen Nachbardörfern zugewiesen. 1876 erfolgte die Festschreibung der Besitzrechte an den Feldfluren, so wie sie heute noch sind.
Am 1. Januar 1975 wurde Herlinghausen im Rahmen der Gebietsreformen durch das Sauerland/Paderborn-Gesetz in die Stadt Warburg eingegliedert, die gleichzeitig in den Kreis Höxter wechselte.
In Herlinghausen gab es eine jüdische Gemeinde mit einem eigenen Kultraum und einem jüdischen Friedhof, der heute auf der Wettesinger Gemarkung (Hessen) liegt.

## Söhne und Töchter
- Dieter Nolte (* 1941; † 2010), hessischer Politiker (SPD)